# Ecliptopera albolineata
Ecliptopera albolineata är en fjärilsart som beskrevs av Alpheus Spring Packard 1873. Ecliptopera albolineata ingår i släktet Ecliptopera och familjen mätare. Inga underarter finns listade i Catalogue of Life.